# Championnat de Lettonie féminin de football
Le championnat de Lettonie de football féminin (lituanien : Latvijas Sieviešu futbola čempionāts) est une compétition de football féminin opposant les cinq meilleurs clubs de Lettonie. Le champion se qualifie pour la Ligue des champions féminine de l'UEFA de la saison suivante.

## Palmarès
| Saison | Champion           |
| ------ | ------------------ |
| 2004   | Cerība-46          |
| 2005   | Saldus/Lutriņi     |
| 2006   | Skonto/Cerība      |
| 2007   | FK Lutriņi         |
| 2008   | Skonto/Cerība      |
| 2009   | Skonto/Cerība      |
| 2010   | Liepājas Metalurgs |
| 2011   | Skonto/Cerība      |
| 2012   | Liepājas Metalurgs |
| 2013   | Rīgas FS           |
| 2014   | Rīgas FS           |
| 2015   | Rīgas FS           |
| 2016   | Rīgas FS           |
| 2017   | Rīgas FS           |
| 2018   | Rīgas FS           |
| 2019   | Dinamo Riga        |
| 2020   | Rīgas FS           |
| 2021   | Rīgas FS           |
| 2022   | SFK Riga           |
| 2023   | SFK Riga           |
| 2024   | Riga FC            |